# Hexatoma (Eriocera) monroviae
Hexatoma (Eriocera) monroviae is een tweevleugelige uit de familie steltmuggen (Limoniidae). De soort komt voor in het Afrotropisch gebied.